# 達齊基 (丘德尼夫區)
49°59′3″N 28°12′11″E / 49.98417°N 28.20306°E
達齊基（烏克蘭語：Дацьки），是烏克蘭北部的村莊，隸屬日托米爾州的日托米爾區。該村面積1.05平方公里，海拔高度260米，2001年人口142，人口密度每平方公里135.24人。